# Daniel Sharman
Pour les articles homonymes, voir Sharman.
 (juin 2015).
Si vous disposez d'ouvrages ou d'articles de référence ou si vous connaissez des sites web de qualité traitant du thème abordé ici, merci de compléter l'article en donnant les références utiles à sa vérifiabilité et en les liant à la section « Notes et références ».
Daniel Andrew Sharman est un acteur britannique né le 25 avril 1986 à Londres. Il est principalement connu pour son rôle de Isaac Lahey dans la série télévisée Teen Wolf de 2012 à 2014.

## Biographie
Daniel Sharman grandit dans le quartier de Hackney, à Londres, en Angleterre. Il a auditionné pour travailler en tant qu'acteur à la Royal Shakespeare Company en 1995 à l'âge de 9 ans et a été sélectionné parmi une centaine d'enfants. Il obtient alors un rôle dans deux pièces : The Park en 1995, à l'âge de neuf ans, et Macbeth en 1996, à l'âge de dix ans.
Il a étudié à la Mill Hill School ainsi qu'à l'Arts Education School, à Londres. Puis, de 2004 à 2007, Daniel a étudié à London Academy of Music and Dramatic Art avant d'obtenir un diplôme universitaire en arts.
Pendant ses années scolaires, Daniel a joué dans plusieurs pièces de théâtre, notamment "Kvetch" et "The Wilson Boy" en 2002 à 16 ans.

## Carrière
En 2011, il apparaît dans le film The Last Days of Edgar Harding dans lequel il interprète un musicien. La même année, il est vu pour la première fois en vedette dans Les Immortels, film à succès, en tant que Arès, avec Mickey Rourke, Freida Pinto et Henry Cavill pour le réalisateur Tarsem Singh.
Il apparait aussi dans les séries télévisées The Nine Lives of Chloe King en 2011 et Inspecteur Lewis en 2009, ainsi que dans les téléfilms Starting Over en 2007 et Judge John Deed en 2003. On peut aussi le voir dans le court-métrage Funny or Die's The Sexy Dark Ages réalisé en 2011.
En 2012, il rejoint le casting de la série télévisée Teen Wolf en tant qu'Isaac Lahey, pour deux saisons. Il décide finalement de ne pas poursuivre, souhaitant se consacrer au cinéma et à d'autres rôles. Il aurait cependant demandé à Jeff Davis de ne pas tuer le personnage qu'il incarne afin de lui laisser la possibilité de revenir dans la série plus tard.
En 2013, il tourne avec Bill Nighy, Sharon Stone et Faye Dunaway dans The Beauty of Sharks. La même année, Daniel apparaît aussi dans le téléfilm When Calls the Heart.
En 2015, il utilise ses réseaux sociaux afin de récolter de l'argent (20 000 $) pour le court-métrage Soon You Will be Gone dans lequel il interprète Jason et est coproducteur. Le court-métrage sortira l'année suivante. La même année, il interprète Jeffrey dans le court-métrage The Juilliard of Broken Dreams, pour lequel il est aussi coproducteur, et Matt Collier dans Drone.
En 2014, il joue le rôle de Kaleb Westphall, qui se révèle être Kol Mikaelson, dans la série télévisée américaine The Originals. Il est aussi annoncé en tant qu'acteur principal dans la série LFE, qui n'a pas été retenue par la chaîne américaine.
En 2016, il apparaîtra en tant que Lír, un chevalier, dans le film Albion: The Enchanted Stallion, aux côtés de Jennifer Morrison, Debra Messing et Richard Kind. La même année, il interprète Troy Otto dans la série américaine Fear The Walking Dead.
En 2017, il rejoint la série Les Médicis, dans laquelle il redonne vie à Lorenzo De Medici. Il gardera ce rôle pour la deuxième et troisième saison de la série.
En 2019, il est annoncé au casting de la série télévisée Cursed produite par Netflix, au côté de Katherine Langford. Il interprète le rôle du Weeping Monk. La série sera diffusée pendant l'été 2020.
En 2020, il est annoncé au casting du film Good Morning It's the Cops de Sam Magdi Hanna, dans le rôle de Michael.

## Filmographie

### En tant qu'acteur

#### Cinéma
- 2011 : The Last Days of Edgar Harding : Harry
- 2011 : Les Immortels : Ares
- 2012 : The Collection : Basil
- 2016 : Albion: The Enchanted Stallion : Lir
- Prochainement : Good Morning It's the Cops : Michael

#### Séries télévisées
- 2003 : Judge John Deed : Andy Dobbs (saison 3 - épisode 2 : Judicial Review)
- 2009 : Inspecteur Lewis : Richard Scott (saison 3 - épisode 2 : Meurtres en coulisses)
- 2011 : The Nine Lives of Chloe King : Zane (saison 1 - épisode 9 et 10)
- 2012 - 2014 : Teen Wolf : Isaac Lahey (saison 2 et 3 - 31 épisodes)
- 2014 - 2015 : The Originals : Kaleb Westphall / Kol Mikaelson (saison 2 - 12 épisodes)
- 2017 : Mercy Street : Lord Edwards (saison 2 - 2 épisodes)
- 2017 puis 2023 : Fear the Walking Dead : Troy Otto (saison 3 et saison 8 - 21 épisodes)[10]
- 2018 - 2019 : Les Médicis : Maîtres de Florence : Lorenzo de Medicis (saison 2 et 3, rôle principal)
- 2020 : Cursed : Le Moine Larmoyant / Lancelot (saison 1 - 10 épisodes)

#### Téléfilms
- 2007 : Starting Over : Alexander « Alex » Dewhurst
- 2013 : Le Cœur a ses raisons : Le Journal d'une institutrice (When Calls the Heart) : Edward Montclair

#### Courts métrages
- 2011 : The Sexy Dark Ages : Ulric
- 2015 : Drone : Matt Collier
- 2015 : The Juilliard of Broken Dreams : Jeffrey
- 2016 : Soon You Will Be Gone : Jason

#### Théâtre
- 2002 : The Winslow Boy : Ronnie
- 2009 : The Backroom Sub-dom Rom-com Set in a Gay Brothel : Charlie
- 2015 : Off the Main Road : Victor Burns

#### Clips
- 2016 : Where Is the Love? du groupe The Black Eyed Peas
- 2023 : Gran Hotel du groupe Interpol

### En tant que producteur
- 2015 : The Juilliard of Broken Dreams
- 2016 : Soon You Will Be Gone
- 2017 : Simultary

### Livre Audio
- 2013 : La princesse mécanique de Cassandra Clare

## Voix françaises
- Julien Alluguette dans (les séries télévisées) :
  - Teen Wolf
  - The Originals

- Clément Moreau dans (les séries télévisées) :
  - Fear the Walking Dead
  - Les Médicis : Maîtres de Florence

et aussi
- Antoine Lelandais dans Les Immortels
- Karim Barras dans Le cœur a ses raisons : Le Journal d'une institutrice (téléfilm)
- Julien Allouf dans Cursed : La Rebelle (série télévisée)